# FA Cup 2023-2024 (turni di qualificazione)
I turni di qualificazione della FA Cup 2023-2024 hanno inaugurato la 143ª edizione della competizione di calcio ad eliminazione diretta più antica al mondo. Vi hanno preso parte 640 squadre dal 5º al 10º livello del sistema calcistico inglese.

## Formato
Per limitare il numero dei partecipanti ai consueti 732, sono stati ammessi a partecipare solo 7 squadre di 10º livello, ovvero fino ad esaurimento posti.
| Fase                    | Turno                           | Partite | Squadre | Squadre entrate | Premio squadra vincente | Premio squadra perdente | Campionati entranti                                                                                    |
| ----------------------- | ------------------------------- | ------- | ------- | --------------- | ----------------------- | ----------------------- | --- |
| Turni di qualificazione | Turno extra preliminare         | 208     | 416→208 | 416             | £1.125                  | £375                    | N&S&I Divisions One (95 club peggio piazzati), CC&HFL&SCEF&SSMFL, 10ª divisione (club meglio piazzati) |
| Turni di qualificazione | Turno preliminare               | 136     | 272→136 | 64              | £1.444                  | £481                    | N&S&I Divisions One                                                                                    |
| Turni di qualificazione | Primo turno di qualificazione   | 112     | 224→112 | 88              | £2.250                  | £750                    | N&S&I Premier Division                                                                                 |
| Turni di qualificazione | Secondo turno di qualificazione | 80      | 160→80  | 48              | £3.375                  | £1.125                  | National North & South                                                                                 |
| Turni di qualificazione | Terzo turno di qualificazione   | 40      | 80→40   |                 | £5.625                  | £1.875                  | |
| Turni di qualificazione | Quarto turno di qualificazione  | 32      | 64→32   | 24              | £9.375                  | £3.125                  | National League                                                                                        |

## Risultati

### Turno extra preliminare
Il sorteggio per il turno extra preliminare delle fasi di qualificazione si è tenuto il 7 luglio 2023. I club del 10º livello ammessi, ovvero i rappresentanti del livello più basso, erano 7: Stockport Town, Hartpury University, Brislington, Wendron United, Liskeard Athletic, Okehampton Argyle e Wells City.
| Squadra 1                      | Risultato | Squadra 2                      |
| ------------------------------ | --------- | ------------------------------ |
| 4 agosto 2023                  |           |                                |
| Whickham (9)                   | 2 - 1     | Carlisle City (9)              |
| Skelmersdale Utd (9)           | 3 - 1     | Northwich Victoria (9)         |
| Coventry United (9)            | 2 - 3     | Studley (9)                    |
| Thetford Town (9)              | 1 - 2     | Newmarket Town (9)             |
| Dereham Town (9)               | 4 - 1     | Walsham-le-Willows (9)         |
| Stansted (9)                   | 2 - 1     | Stotfold (8)                   |
| Woodford Town (9)              | 4 - 1     | Hertford Town (8)              |
| Edgware & Kingsbury (9)        | 1 - 1     | Waltham Abbey (8)              |
| Bishop's Cleeve (8)            | 3 - 3     | Thornbury Town (9)             |
| Moneyfields (9)                | 1 - 0     | Westbury United (8)            |
| 5 agosto 2023                  |           |                                |
| Sunderland RCA (9)             | 1 - 5     | West Allotment Celtic (9)      |
| Knaresborough Town (9)         | 3 - 1     | Frickley Athletic (9)          |
| Heaton Stannington (9)         | 5 - 0     | Tow Law Town (9)               |
| Ashington (8)                  | 4 - 0     | North Shields (9)              |
| West Auckland Town (9)         | 2 - 0     | Northallerton Town (9)         |
| Seaham Red Star (9)            | 1 - 0     | Pickering Town (9)             |
| Whitley Bay (9)                | 2 - 1     | Garforth Town (9)              |
| Bishop Auckland (9)            | 3 - 0     | Bridlington Town (9)           |
| North Ferriby (8)              | 2 - 1     | Crook Town (9)                 |
| Kendal Town (9)                | 1 - 4     | Consett (8)                    |
| Tadcaster Albion (9)           | 1 - 0     | Redcar Athletic (9)            |
| Newcastle Benfield (9)         | 0 - 3     | Shildon (9)                    |
| Penrith (9)                    | 2 - 1     | Boro Rangers (9)               |
| Golcar United (9)              | 0 - 0     | Trafford (8)                   |
| Thackley (9)                   | 2 - 3     | Goole (9)                      |
| Stockport Town (10)            | 0 - 1     | Ramsbottom United (9)          |
| AFC Liverpool (9)              | 0 - 5     | Lower Breck (9)                |
| Burscough (9)                  | 1 - 0     | Pilkington (9)                 |
| Ossett Utd (8)                 | 2 - 0     | 1874 Northwich (8)             |
| Congleton Town (9)             | 1 - 0     | Wythenshawe Town (9)           |
| Barnoldswick Town (9)          | 3 - 1     | Handsworth (9)                 |
| Padiham (9)                    | 3 - 0     | Silsden (9)                    |
| Prescot Cables (8)             | 2 - 0     | Eccleshill Utd (9)             |
| City of Liverpool (8)          | 2 - 2     | Penistone Church (9)           |
| Glossop North End (9)          | 1 - 2     | Colne (9)                      |
| West Didsbury & Chorlton (9)   | 2 - 0     | Vauxhall Motors (8)            |
| Widnes (8)                     | 1 - 1     | Longridge Town (9)             |
| Prestwich Heys (9)             | 3 - 1     | Bootle (8)                     |
| Whitchurch Alport (9)          | 2 - 1     | Cheadle Town (9)               |
| Uttoxeter Town (9)             | 1 - 4     | Bury (9)                       |
| Charnock Richard (9)           | 7 - 0     | Squires Gate (9)               |
| Highgate Utd (9)               | 2 - 2     | Walsall Wood (8)               |
| Bewdley Town (9)               | 7 - 3     | Daventry Town (9)              |
| Rugby Town (8)                 | 5 - 5     | Malvern Town (8)               |
| Atherstone Town (9)            | 3 - 0     | Stone Old Alleynians (9)       |
| Bugbrooke St Michaels (9)      | 2 - 3     | Hinckley LR (8)                |
| Hereford Pegasus (9)           | 1 - 1     | Hanley Town (8)                |
| AFC Wulfrunians (9)            | 0 - 2     | Gresley Rovers (8)             |
| Westfields (9)                 | 2 - 2     | Cogenhoe United (9)            |
| Romulus (9)                    | 2 - 2     | Newcastle Town (8)             |
| Boldmere St. Michaels (8)      | 3 - 2     | Lichfield City (9)             |
| Kidsgrove Athletic (8)         | 0 - 0     | Lye Town (8)                   |
| Worcester Raiders (9)          | 3 - 2     | Heanor Town (9)                |
| Bedworth Utd (8)               | 3 - 6     | Belper United (9)              |
| Sutton Coldfield Town (8)      | 3 - 1     | Wolverhampton Casuals (9)      |
| Darlaston Town (1874) (9)      | 3 - 1     | Racing Club (9)                |
| Stourport Swifts (9)           | 2 - 0     | Coventry Sphinx (8)            |
| Shifnal Town (9)               | 3 - 1     | Hereford Lads Club (9)         |
| Worcester City (9)             | 3 - 0     | Dudley Town (9)                |
| Tividale (9)                   | 1 - 4     | Rugby Borough (9)              |
| Quorn (8)                      | 1 - 1     | Carlton Town (8)               |
| Skegness Town (9)              | 0 - 0     | AFC Mansfield (9)              |
| Grantham Town (8)              | 1 - 1     | Loughborough Students (9)      |
| Lutterworth Town (9)           | 0 - 3     | Lincoln Utd (9)                |
| Eastwood Community (9)         | 3 - 1     | Kimberley Miners Welfare (9)   |
| GNG Oadby Town (9)             | 1 - 3     | Bottesford Town (9)            |
| Sherwood Colliery (9)          | 2 - 2     | Aylestone Park (9)             |
| Cleethorpes Town (8)           | 1 - 1     | Loughborough Dynamo (8)        |
| Rossington Main (9)            | 4 - 1     | Leicester Nirvana (9)          |
| Boston Town (9)                | 0 - 0     | Anstey Nomads (8)              |
| Maltby Main (9)                | 1 - 1     | Pinchbeck Utd (9)              |
| Winterton Rangers (8)          | 2 - 4     | Melton Town (9)                |
| Ashby Ivanhoe (9)              | 3 - 0     | Deeping Rangers (9)            |
| Harleston Town (9)             | 2 - 3     | Kempston Rovers (8)            |
| Ely City (9)                   | 0 - 0     | Eynesbury Rovers (9)           |
| Norwich Utd (9)                | 0 - 2     | Woodbridge Town (9)            |
| Bury Town (8)                  | 3 - 1     | Biggleswade United (9)         |
| Kirkley & Pakefield (9)        | 1 - 0     | Downham Town (9)               |
| Yaxley (9)                     | 0 - 7     | Wroxham (8)                    |
| Mulbarton Wanderers (9)        | 2 - 1     | Sheringham (9)                 |
| Gorleston (8)                  | 4 - 1     | Heacham (9)                    |
| Wellingborough Town (9)        | 6 - 0     | Long Melford (9)               |
| Mildenhall Town (9)            | 2 - 0     | Soham Town Rangers (9)         |
| Desborough Town (9)            | 2 - 2     | Potton United (9)              |
| Wisbech Town (9)               | 3 - 1     | March Town United (9)          |
| Lakenheath (9)                 | 2 - 2     | Godmanchester Rovers (9)       |
| St Neots Town (9)              | 2 - 2     | Fakenham Town (9)              |
| West Essex (9)                 | 3 - 2     | Crawley Green (9)              |
| Redbridge (8)                  | 2 - 2     | New Salamis (8)                |
| St. Panteleimon (9)            | 2 - 2     | Witham Town (8)                |
| Cockfosters (9)                | 0 - 1     | Barking (9)                    |
| Saffron Walden Town (9)        | 1 - 0     | Great Wakering Rovers (9)      |
| AFC Dunstable (8)              | 2 - 1     | Newport Pagnell Town (9)       |
| Sawbridgeworth Town (9)        | 5 - 1     | Arlesey Town (9)               |
| Colney Heath (9)               | 1 - 1     | Ilford (9)                     |
| Halstead Town (9)              | 1 - 4     | Romford (9)                    |
| Leverstock Green (9)           | 5 - 3     | White Ensig (9)                |
| FC Romania (9)                 | 5 - 0     | Tilbury (9)                    |
| East Thurrock United (8)       | 1 - 0     | Frenford (9)                   |
| Shefford Town & Campton (8)    | 0 - 2     | Maldon & Tiptree (8)           |
| London Lions (9)               | 3 - 5     | Barton Rovers (8)              |
| Leighton Town (9)              | 3 - 0     | Basildon Utd (8)               |
| Buckhurst Hill (8)             | 1 - 1     | Brantham Athletic (9)          |
| Hullbridge Sports (9)          | 4 - 1     | Takeley (9)                    |
| Milton Keynes Irish (9)        | 3 - 1     | Dunstable Town (9)             |
| Fairford Town (9)              | 1 - 1     | Aylesbury Utd (8)              |
| Chalfont St Peter (9)          | 1 - 3     | Wallingford & Crowmarsh (9)    |
| Mangotsfield United (9)        | 2 - 0     | Royal Wootton Bassett Town (9) |
| Ardley United (9)              | 1 - 1     | Ascot Utd (8)                  |
| Thame United (8)               | 2 - 3     | Bristol Manor Farm (8)         |
| Slimbridge (8)                 | 2 - 3     | Reading City (9)               |
| Lydney Town (9)                | 1 - 1     | Roman Glass St George (9)      |
| Cribbs (8)                     | 3 - 1     | Longlevens (9)                 |
| Tring Athletic (9)             | 0 - 2     | Nailsea & Tickenham (9)        |
| Virginia Water (9)             | 2 - 0     | Risborough Rangers (9)         |
| Tuffley Rovers (9)             | 2 - 2     | Aylesbury Vale Dynamos (9)     |
| Hartpury University (10)       | 1 - 2     | Holyport (9)                   |
| Clevedon Town (9)              | 2 - 1     | Wantage Town (9)               |
| Easington Sports (9)           | 3 - 1     | Burnham (9)                    |
| Kidlington (8)                 | 0 - 3     | Flackwell Heath (9)            |
| Sporting Bengal United (9)     | 4 - 4     | Stansfeld (9)                  |
| Chipstead (8)                  | 1 - 1     | Peacehaven & Telscombe (9)     |
| Sittingbourne (8)              | 0 - 0     | Jersey Bulls (9)               |
| Lordswood (9)                  | 2 - 1     | Egham Town (9)                 |
| Newhaven (9)                   | 3 - 1     | Little Common (9)              |
| Broadbridge Heath (8)          | 0 - 1     | Sheerwater (9)                 |
| Tunbridge Wells (9)            | 2 - 3     | Uxbridge (8)                   |
| Spelthorne Sports (9)          | 2 - 1     | Loxwood (9)                    |
| Holmesdale (9)                 | 1 - 2     | Midhurst & Easebourne (9)      |
| Pagham (9)                     | 0 - 4     | East Grinstead Town (8)        |
| Eastbourne Town (9)            | 1 - 3     | Faversham Town (9)             |
| Wembley (9)                    | 1 - 1     | Bearsted (9)                   |
| Athletic Newham (9)            | 3 - 3     | Tooting & Mitcham United (9)   |
| Crowborough Athletic (9)       | 3 - 0     | Shoreham (9)                   |
| Horley Town (9)                | 4 - 0     | Punjab United (9)              |
| Sutton Common Rovers (8)       | 1 - 1     | Burgess Hill Town (8)          |
| Haywards Heath Town (9)        | 0 - 5     | Whitstable Town (9)            |
| Lydd Town (9)                  | 1 - 0     | Camberley Town (9)             |
| Deal Town (9)                  | 2 - 0     | Guildford City (9)             |
| Epsom & Ewell (9)              | 2 - 1     | Horsham YMCA (9)               |
| Lancing (8)                    | 5 - 0     | Rusthall (9)                   |
| Abbey Rangers (9)              | 0 - 0     | Colliers Wood Unite} (9)       |
| Three Bridges (8)              | 2 - 2     | Crawley Down Gatwick (9)       |
| Hilltop (9)                    | 2 - 4     | Redhill (9)                    |
| Kennington (9)                 | 1 - 0     | Glebe (9)                      |
| Westfield (8)                  | 0 - 0     | Fisher (9)                     |
| Hassocks (9)                   | 1 - 1     | Erith Town (9)                 |
| Merstham (8)                   | 2 - 1     | Raynes Park Vale (8)           |
| Corinthian (9)                 | 3 - 4     | Bedfont Sports (9)             |
| Knaphill (9)                   | 3 - 0     | AFC Varndeanians (9)           |
| Phoenix Sports (8)             | 1 - 2     | Eastbourne Utd (9)             |
| Balham (9)                     | 0 - 4     | Steyning Town (9)              |
| Harefield United (9)           | 0 - 4     | Farnham Town (9)               |
| Saltdean Utd (9)               | 2 - 4     | Badshot Lea (8)                |
| Broadfields Utd (9)            | 0 - 4     | Snodland Town (9)              |
| Hollands & Blair (9)           | 0 - 3     | Ashford Utd (8)                |
| Sandhurst Town (9)             | 1 - 2     | VCD Athletic (9)               |
| Southall (8)                   | 1 - 0     | Chichester City (8)            |
| Horndean (8)                   | 3 - 0     | Portland Utd (9)               |
| Oldland Abbotonians (9)        | 2 - 2     | Blackfield & Langley (9)       |
| Paulton Rovers (8)             | 5 - 1     | Thatcham Town (8)              |
| Welton Rovers (9)              | 1 - 7     | Fareham Town (9)               |
| Christchurch (9)               | 0 - 1     | United Services Portsmouth (9) |
| Lymington Town (9)             | 0 - 6     | Petersfield Town (9)           |
| Hamble Club (9)                | 3 - 3     | Hythe & Dibden (9)             |
| Larkhall Athletic (8)          | 3 - 1     | Corsham Town (9)               |
| Laverstock & Ford (9)          | 3 - 2     | Andover New Street (9)         |
| Cowes Sports (9)               | 2 - 4     | Melksham Town (8)              |
| Brislington (10)               | 0 - 1     | Shaftesbury (9)                |
| Baffins Milton Rovers (9)      | 3 - 4     | AFC Stoneham (9)               |
| Bemerton Heath Harlequins (8)  | 3 - 0     | Bournemouth (9)                |
| Brockenhurst (9)               | 6 - 4     | Fleet Town (9)                 |
| Shepton Mallet (9)             | 2 - 2     | Sherborne Town (9)             |
| Wells City (10)                | 1 - 2     | AFC Portchester (9)            |
| Barnstaple Town (9)            | 3 - 1     | Saltash United (9)             |
| Buckland Athletic (9)          | 5 - 1     | Torpoint Athletic (9)          |
| Falmouth Town (9)              | 2 - 1     | Exmouth Town (8)               |
| Wendron United (10)            | 1 - 3     | St Blazey (9)                  |
| Bridgwater United (9)          | 4 - 2     | Liskeard Athletic (10)         |
| Okehampton Argyle (10)         | 2 - 2     | Brixham (9)                    |
| Mousehole (8)                  | 4 - 1     | Ilfracombe Town (9)            |
| Helston Athletic (9)           | 3 - 1     | Willand Rovers (8)             |
| Street (9)                     | 9 - 1     | Millbrook (Cornwall) (9)       |
| Wellington (9)                 | 0 - 2     | Bideford (8)                   |
| 6 agosto 2023                  |           |                                |
| Albion Sports (9)              | 2 - 2     | Chadderton (9)                 |
| Hallam (9)                     | 3 - 3     | Irlam (9)                      |
| Emley (9)                      | 0 - 2     | Avro (8)                       |
| Enfield (8)                    | 2 - 0     | Coggeshall Town (9)            |
| Wokingham & Emmbrook (9)       | 1 - 0     | Cinderford Town (9)            |
| AFC Croydon Athletic (9)       | 3 - 1     | Sutton Athletic (9)            |
| Bexhill United (9)             | 3 - 1     | North Greenford Utd (9)        |
| Littlehampton Town (8)         | 0 - 6     | Erith & Belvedere (8)          |
| Lingfield (9)                  | 1 - 3     | Sevenoaks Town (8)             |
| Welling Town (9)               | 0 - 4     | Cobham (9)                     |
| 8 agosto 2023                  |           |                                |
| Pontefract Collieries (8)      | 3 - 0     | Birtley Town (9)               |
| Wythenshawe (9)                | 2 - 1     | Campion (9)                    |
| Newark and Sherwood United (9) | 3 - 2     | Hucknall Town (9)              |
| Sleaford Town (9)              | 0 - 2     | Shepshed Dynamo (8)            |
| Barton Town (9)                | 1 - 3     | Grimsby Borough (8)            |
| Hadleigh United (9)            | 2 - 3     | Cambridge City (8)             |
| Ipswich Wanderers (8)          | 3 - 0     | Histon (9)                     |
| Stanway Rovers (9)             | 3 - 1     | Harpenden Town (9)             |
| Little Oakley (9)              | 3 - 1     | Baldock Town (9)               |
| FC Clacton (9)                 | 2 - 2     | Real Bedford (9)               |
| Ashford Town (Middlesex) (8)   | 1 - 0     | AFC Uckfield Town (9)          |
| Tadley Calleva (9)             | 5 - 2     | Alton (9)                      |
| 9 agosto 2023                  |           |                                |
| Guisborough Town (9)           | 2 - 2     | Newton Aycliffe (8)            |
| Brimscombe & Thrupp (9)        | 1 - 4     | Highworth Town (9)             |
| 15 agosto 2023                 |           |                                |
| Hartpury University (10)       | 1 - 2     | Holyport (9)                   |

#### Replay
| Squadra 1                    | Risultato       | Squadra 2                  |
| ---------------------------- | --------------- | -------------------------- |
| 7 agosto 2023                |                 |                            |
| Ilford (9)                   | 1 - 2           | Colney Heath (9)           |
| 8 agosto 2023                |                 |                            |
| Trafford (8)                 | 1 - 0           | Golcar United (9)          |
| Irlam (9)                    | 5 - 2           | Hallam (9)                 |
| Longridge Town (9)           | 1 - 5           | Widnes (8)                 |
| Walsall Wood (8)             | 2 - 1           | Highgate Utd (9)           |
| Malvern Town (8)             | 1 - 2           | Rugby Town (8)             |
| Hanley Town (8)              | 2 - 1           | Hereford Pegasus (9)       |
| Cogenhoe United (9)          | 2 - 2 (4-5 dtr) | Westfields (9)             |
| Newcastle Town (8)           | 1 - 0           | Romulus (9)                |
| Lye Town (8)                 | 1 - 2           | Kidsgrove Athletic (8)     |
| Carlton Town (8)             | 2 - 0           | Quorn (8)                  |
| Aylestone Park (9)           | 1 - 2           | Sherwood Colliery (9)      |
| Loughborough Dynamo (8)      | 0 - 2           | Cleethorpes Town (8)       |
| Anstey Nomads (8)            | 2 - 2 (5-3 dtr) | Boston Town (9)            |
| Eynesbury Rovers (9)         | 2 - 3 (dts)     | Ely City (9)               |
| Potton United (9)            | 1 - 1 (5-4 dtr) | Desborough Town (9)        |
| Godmanchester Rovers (9)     | 3 - 5           | Lakenheath (9)             |
| Fakenham Town (9)            | 2 - 1 (dts)     | St Neots Town (9)          |
| Witham Town (8)              | 1 - 0           | St. Panteleimon (9)        |
| Waltham Abbey (8)            | 2 - 1           | Edgware & Kingsbury (9)    |
| Brantham Athletic (9)        | 1 - 2 (dts)     | Buckhurst Hill (9)         |
| Ascot Utd (8)                | 2 - 1           | Ardley United (9)          |
| Thornbury Town (9)           | 0 - 1           | Bishop's Cleeve (8)        |
| Stansfeld (9)                | 1 - 1 (6-5 dtr) | Sporting Bengal United (9) |
| Peacehaven & Telscombe (9)   | 4 - 1           | Chipstead (8)              |
| Jersey Bulls (9)             | 2 - 0           | Sittingbourne (8)          |
| Bearsted (9)                 | 3 - 1           | Wembley (9)                |
| Tooting & Mitcham United (9) | 2 - 4           | Athletic Newham (9)        |
| Burgess Hill Town (8)        | 2 - 1           | Sutton Common Rovers (8)   |
| Crawley Down Gatwick (9)     | 2 - 0           | Three Bridges (8)          |
| Fisher (9)                   | 2 - 5           | Westfield (8)              |
| Erith Town (9)               | 4 - 0           | Hassocks (9)               |
| Blackfield & Langley (9)     | 3 - 2 (dts)     | Oldland Abbotonians (9)    |
| Hythe & Dibden (9)           | 1 - 5           | Hamble Club (9)            |
| Brixham (9)                  | 0 - 2 (dts)     | Okehampton Argyle (10)     |
| 9 agosto 2023                |                 |                            |
| Penistone Church (9)         | 3 - 1           | City of Liverpool (8)      |
| AFC Mansfield (9)            | 1 - 2           | Skegness Town (9)          |
| Pinchbeck Utd (9)            | 1 - 3           | Maltby Main (9)            |
| New Salamis (8)              | 3 - 1           | Redbridge (8)              |
| Aylesbury Utd (8)            | 2 - 1           | Fairford Town (9)          |
| Roman Glass St George (9)    | 5 - 2           | Lydney Town (9)            |
| Colliers Wood United (9)     | 2 - 0           | Abbey Rangers (9)          |
| Sherborne Town (9)           | 1 - 0           | Shepton Mallet (9)         |
| 15 agosto 2023               |                 |                            |
| Newton Aycliffe (8)          | 2 - 3           | Guisborough Town (9)       |
| Real Bedford (9)             | 4 - 1           | FC Clacton (9)             |

### Turno preliminare
Il sorteggio del turno preliminare si è svolto il 7 luglio 2023, successivamente al sorteggio del turno extra preliminare. L'Okehampton Argyle è la sola squadra di decima divisione ancora in gara, il campionato di livello più basso.
| Squadra 1                      | Risultato | Squadra 2                      |
| ------------------------------ | --------- | ------------------------------ |
| 18 agosto 2023                 |           |                                |
| Whickham (9)                   | 1 - 1     | Whitley Bay (9)                |
| Hebburn Town (8)               | 0 - 2     | Heaton Stannington (9)         |
| Skelmersdale Utd (9)           | 0 - 6     | Nantwich Town (8)              |
| Studley (9)                    | 0 - 1     | Coleshill Town (8)             |
| Ipswich Wanderers (8)          | 0 - 0     | Dereham Town (9)               |
| Aylesbury Utd (8)              | 0 - 2     | Clevedon Town (9)              |
| Wokingham & Emmbrook (9)       | 0 - 2     | Binfield (8)                   |
| Epsom & Ewell (9)              | 0 - 0     | Metropolitan Police (8)        |
| Bridgwater United (9)          | 4 - 0     | Street (9)                     |
| 19 agosto 2023                 |           |                                |
| Pontefract Collieries (8)      | 1 - 3     | Guisborough Town (9)           |
| West Allotment Celtic (9)      | 0 - 2     | Tadcaster Albion (9)           |
| Bishop Auckland (9)            | 7 - 0     | Seaham Red Star (9)            |
| Penrith (9)                    | 0 - 3     | Consett (8)                    |
| West Auckland Town (9)         | 4 - 0     | Shildon (9)                    |
| Knaresborough Town (9)         | 1 - 3     | Dunston UTS (8)                |
| Stockton Town (8)              | 2 - 1     | Ashington (8)                  |
| Liversedge (8)                 | 0 - 1     | North Ferriby (8)              |
| Irlam (9)                      | 3 - 3     | Goole (9)                      |
| Runcorn Linnets (8)            | 3 - 2     | Stalybridge Celtic (8)         |
| Penistone Church (9)           | 0 - 2     | Prestwich Heys (9)             |
| Congleton Town (9)             | 1 - 2     | Witton Albion (8)              |
| Ossett Utd (8)                 | 2 - 0     | Wythenshawe (9)                |
| Padiham (9)                    | 2 - 5     | Clitheroe (8)                  |
| Mossley (8)                    | 1 - 0     | Ramsbottom United (9)          |
| Whitchurch Alport (9)          | 1 - 1     | Barnoldswick Town (9)          |
| West Didsbury & Chorlton (9)   | 0 - 3     | Prescot Cables (8)             |
| Widnes (8)                     | 2 - 1     | Trafford (8)                   |
| Charnock Richard (9)           | 3 - 2     | Bury (9)                       |
| Burscough (9)                  | 0 - 1     | Albion Sports (9)              |
| Colne (9)                      | 1 - 3     | Brighouse Town (8)             |
| Sporting Khalsa (8)            | 6 - 1     | Heanor Town (9)                |
| Kidsgrove Athletic (8)         | 2 - 0     | Sutton Coldfield Town (8)      |
| Walsall Wood (8)               | 0 - 1     | Rugby Borough (9)              |
| Boldmere St. Michaels (8)      | 1 - 0     | Chasetown (8)                  |
| Hinckley LR (8)                | 2 - 1     | Bewdley Town (9)               |
| Westfields (9)                 | 1 - 2     | Worcester City (9)             |
| Atherstone Town (9)            | 2 - 0     | Gresley Rovers (8)             |
| Shifnal Town (9)               | 4 - 1     | Worcester Raiders (9)          |
| Belper Town (8)                | 2 - 5     | Leek Town (8)                  |
| Darlaston Town (1874) (9)      | 3 - 0     | Hednesford Town (8)            |
| Rugby Town (8)                 | 5 - 1     | Newcastle Town (8)             |
| Hanley Town (8)                | 2 - 2     | Stourport Swifts (9)           |
| Sherwood Colliery (9)          | 3 - 1     | Grantham Town (8)              |
| Anstey Nomads (8)              | 2 - 1     | Eastwood Community (9)         |
| Carlton Town (8)               | 3 - 0     | Maltby Main (9)                |
| Bottesford Town (9)            | 0 - 4     | Lincoln Utd (9)                |
| Spalding Utd (8)               | 1 - 1     | Shepshed Dynamo (8)            |
| Ashby Ivanhoe (9)              | 1 - 0     | Rossington Main (9)            |
| Grimsby Borough (8)            | 4 - 2     | Melton Town (9)                |
| Newark and Sherwood United (9) | 0 - 4     | Harborough Town (8)            |
| Sheffield (8)                  | 2 - 1     | Skegness Town (9)              |
| Stocksbridge PS (8)            | 0 - 1     | Cleethorpes Town (8)           |
| Stowmarket Town (8)            | 2 - 1     | Potton United (9)              |
| Wisbech Town (9)               | 1 - 5     | Biggleswade Town (8)           |
| Mildenhall Town (9)            | 1 - 0     | Lakenheath (9)                 |
| Kempston Rovers (8)            | 1 - 3     | Biggleswade (8)                |
| Wellingborough Town (9)        | 1 - 4     | Felixstowe & Walton United (8) |
| Kirkley & Pakefield (9)        | 2 - 1     | Ely City (9)                   |
| Mulbarton Wanderers (9)        | 1 - 5     | Bedford Town (8)               |
| Bury Town (8)                  | 1 - 2     | Wroxham (8)                    |
| Corby Town (8)                 | 0 - 4     | Lowestoft Town (8)             |
| Fakenham Town (9)              | 1 - 0     | AFC Rushden & Diamonds (8)     |
| Woodbridge Town (9)            | 0 - 1     | Gorleston (8)                  |
| Newmarket Town (9)             | 1 - 4     | Cambridge City (8)             |
| Maldon & Tiptree (8)           | 0 - 0     | West Essex (9)                 |
| Witham Town (8)                | 3 - 0     | Stanway Rovers (9)             |
| Buckhurst Hill (9)             | 0 - 1     | Northwood (8)                  |
| Brightlingsea Regent (8)       | 5 - 0     | Stansted (9)                   |
| Walthamstow (8)                | 3 - 1     | Leverstock Green (9)           |
| Hullbridge Sports (9)          | 3 - 1     | Waltham Abbey (8)              |
| Real Bedford (9)               | 3 - 4     | Milton Keynes Irish (9)        |
| Leighton Town (8)              | 1 - 0     | Enfield (8)                    |
| East Thurrock United (8)       | 1 - 1     | Barton Rovers (8)              |
| Brentwood Town (8)             | 2 - 1     | Kings Langley (8)              |
| Ware (8)                       | 2 - 1     | AFC Dunstable (8)              |
| Romford (9)                    | 1 - 3     | Welwyn G. City (8)             |
| Bowers & Pitsea (8)            | 2 - 2     | Woodford Town (9)              |
| Sawbridgeworth Town (9)        | 2 - 1     | Saffron Walden Town (9)        |
| Hadley (8)                     | 6 - 2     | Little Oakley (9)              |
| Colney Heath (9)               | 2 - 5     | FC Romania (9)                 |
| Grays Athletic (8)             | 1 - 1     | New Salamis (8)                |
| Heybridge Swifts (8)           | 2 - 0     | Barking (9)                    |
| Flackwell Heath (9)            | 2 - 0     | Cirencester Town (8)           |
| Holyport (9)                   | 0 - 1     | Yate Town (8)                  |
| Evesham United (8)             | 2 - 0     | Tuffley Rovers (9)             |
| Easington Sports (9)           | 2 - 2     | Reading City (9)               |
| North Leigh (8)                | 1 - 2     | Bishop's Cleeve (8)            |
| Wallingford & Crowmarsh (9)    | 0 - 1     | Marlow (8)                     |
| Nailsea & Tickenham (9)        | 0 - 3     | Highworth Town (9)             |
| Ascot Utd (8)                  | 5 - 1     | Mangotsfield United (9)        |
| Bristol Manor Farm (8)         | 4 - 1     | Roman Glass St George (9)      |
| Jersey Bulls (9)               | 1 - 1     | Knaphill (9)                   |
| Faversham Town (9)             | 2 - 1     | Merstham (8)                   |
| Snodland Town (9)              | 1 - 3     | Chertsey Town (8)              |
| Farnham Town (9)               | 2 - 0     | Crowborough Athletic (9)       |
| Ramsgate (8)                   | 4 - 1     | Bexhill United (9)             |
| Bedfont Sports (9)             | 1 - 1     | Herne Bay (8)                  |
| Bearsted (9)                   | 1 - 2     | Southall (8)                   |
| Newhaven (9)                   | 7 - 1     | Spelthorne Sports (9)          |
| Sheppey Utd (8)                | 3 - 0     | Midhurst & Easebourne (9)      |
| VCD Athletic (9)               | 0 - 2     | Whitstable Town (9)            |
| Sevenoaks Town (8)             | 3 - 0     | Colliers Wood United (9)       |
| Erith & Belvedere (8)          | 2 - 0     | Stansfeld (9)                  |
| Eastbourne Utd (9)             | 3 - 0     | Sheerwater (9)                 |
| Corinthian-Casuals (8)         | 2 - 2     | Uxbridge (8)                   |
| Burgess Hill Town (8)          | 0 - 0     | Erith Town (9)                 |
| South Park (8)                 | 1 - 1     | Leatherhead (8)                |
| Horley Town (9)                | 0 - 1     | AFC Croydon Athletic (9)       |
| Steyning Town (9)              | 3 - 0     | Peacehaven & Telscombe (9)     |
| Cobham (9)                     | 0 - 4     | Kennington (9)                 |
| Badshot Lea (8)                | 2 - 3     | Lancing (8)                    |
| Ashford Utd (8)                | 2 - 3     | Beckenham Town (8)             |
| East Grinstead Town (8)        | 1 - 3     | Hythe Town (8)                 |
| Crawley Down Gatwick (9)       | 3 - 6     | Hanworth Villa (8)             |
| Redhill (9)                    | 1 - 0     | Ashford Town (Middlesex) (8)   |
| Lordswood (9)                  | 1 - 1     | Cray Valley PM (8)             |
| Athletic Newham (9)            | 0 - 3     | Westfield (8)                  |
| Hartley Wintney (8)            | 3 - 1     | Sherborne Town (9)             |
| Horndean (8)                   | 3 - 0     | Brockenhurst (9)               |
| AFC Stoneham (9)               | 5 - 1     | Melksham Town (8)              |
| Wimborne Town (8)              | 0 - 0     | Paulton Rovers (8)             |
| Shaftesbury (9)                | 5 - 2     | Hamble Club (9)                |
| Petersfield Town (9)           | 1 - 1     | Bemerton Heath Harlequins (8)  |
| Fareham Town (9)               | 2 - 3     | Bashley (8)                    |
| Hamworthy United (8)           | 1 - 2     | Moneyfields (9)                |
| Blackfield & Langley (9)       | 0 - 5     | Laverstock & Ford (9)          |
| Tadley Calleva (9)             | 1 - 8     | AFC Portchester (9)            |
| United Services Portsmouth (9) | 0 - 2     | Larkhall Athletic (8)          |
| Buckland Athletic (9)          | 1 - 1     | Okehampton Argyle (10)         |
| Falmouth Town (9)              | 2 - 6     | Frome Town (8)                 |
| Tavistock (8)                  | 3 - 5     | Barnstaple Town (9)            |
| Bideford (8)                   | 4 - 0     | Helston Athletic (9)           |
| St Blazey (9)                  | 1 - 5     | Mousehole (8)                  |
| 20 agosto 2023                 |           |                                |
| Virginia Water (9)             | 1 - 5     | Cribbs (8)                     |
| 23 agosto 2023                 |           |                                |
| Lower Breck (9)                | 1 - 5     | Emley (9)                      |
| 28 agosto 2023                 |           |                                |
| Lydd Town (9)                  | 4 - 2     | Deal Town (9)                  |

#### Replay
| Squadra 1                     | Risultato | Squadra 2                |
| ----------------------------- | --------- | ------------------------ |
| 21 agosto 2023                |           |                          |
| Reading City (9)              | 4 - 0     | Easington Sports (9)     |
| 22 agosto 2023                |           |                          |
| Whitley Bay (9)               | 0 - 3     | Whickham (9)             |
| Goole (9)                     | 1 - 0     | Irlam (9)                |
| Barnoldswick Town (9)         | 5 - 0     | Whitchurch Alport (9)    |
| Stourport Swifts (9)          | 1 - 2     | Hanley Town (8)          |
| Shepshed Dynamo (8)           | 2 - 3     | Spalding Utd (8)         |
| Dereham Town (9)              | 2 - 1     | Ipswich Wanderers (8)    |
| West Essex (9)                | 0 - 3     | Maldon & Tiptree (8)     |
| Knaphill (9)                  | 1 - 0     | Jersey Bulls (9)         |
| Herne Bay (8)                 | 3 - 0     | Bedfont Sports (9)       |
| Erith Town (9)                | 1 - 2     | Burgess Hill Town (8)    |
| Leatherhead (8)               | 2 - 1     | South Park (8)           |
| Metropolitan Police (8)       | 0 - 2     | Epsom & Ewell (9)        |
| Cray Valley PM (8)            | 4 - 1     | Lordswood (9)            |
| Paulton Rovers (8)            | 0 - 2     | Wimborne Town (8)        |
| Bemerton Heath Harlequins (8) | 2 - 3     | Petersfield Town (9)     |
| Okehampton Argyle (10)        | 2 - 1     | Buckland Athletic (9)    |
| 28 agosto 2023                |           |                          |
| Barton Rovers (8)             | 3 - 2     | East Thurrock United (8) |
| Woodford Town (9)             | 4 - 3     | Bowers & Pitsea (8)      |
| New Salamis (8)               | 3 - 1     | Grays Athletic (8)       |
| Uxbridge (8)                  | 5 - 1     | Corinthian-Casuals (8)   |

### Primo turno di qualificazione
Il sorteggio del primo turno di qualificazione si è svolto il 21 agosto 2023. L'Okehampton Argyle è la sola squadra di decima divisione ancora in gara, il campionato di livello più basso.
| Squadra 1                   | Risultato | Squadra 2                      |
| --------------------------- | --------- | ------------------------------ |
| 1 settembre 2023            |           |                                |
| Goole (9)                   | 0 - 6     | Whitby Town (7)                |
| Laverstock & Ford (9)       | 2 - 7     | Gosport Borough (7)            |
| 2 settembre 2023            |           |                                |
| Bishop Auckland (9)         | 0 - 0     | West Auckland Town (9)         |
| Charnock Richard (9)        | 2 - 2     | Runcorn Linnets (8)            |
| Ashton Utd (7)              | 3 - 1     | Dunston UTS (8)                |
| Prescot Cables (8)          | 4 - 2     | North Ferriby (8)              |
| Clitheroe (8)               | 1 - 2     | Hyde United (7)                |
| Guisborough Town (9)        | 0 - 4     | Atherton Collieries (7)        |
| Consett (8)                 | 0 - 2     | Bradford (Park Avenue) (7)     |
| Ossett Utd (8)              | 0 - 3     | Marske United (7)              |
| Warrington Rylands 1906 (7) | 1 - 0     | Stockton Town (8)              |
| Bamber Bridge (7)           | 0 - 4     | Mossley (8)                    |
| Brighouse Town (8)          | 2 - 4     | Albion Sports (9)              |
| Guiseley (7)                | 0 - 0     | Marine (7)                     |
| Workington (7)              | 6 - 0     | Prestwich Heys (9)             |
| FC United of Manchester (7) | 1 - 0     | Barnoldswick Town (9)          |
| Tadcaster Albion (9)        | 2 - 1     | Heaton Stannington (9)         |
| Widnes (8)                  | 1 - 1     | Emley (9)                      |
| Morpeth Town (7)            | 3 - 2     | Radcliffe FC (7)               |
| Lancaster City (7)          | 2 - 1     | Witton Albion (8)              |
| Nantwich Town (8)           | 1 - 1     | Shifnal Town (9)               |
| Anstey Nomads (8)           | 3 - 0     | Hanley Town (8)                |
| Redditch Utd (7)            | 5 - 0     | Boldmere St. Michaels (8)      |
| Cleethorpes Town (8)        | 2 - 1     | Hinckley LR (8)                |
| Lincoln Utd (9)             | 2 - 0     | Kidsgrove Athletic (8)         |
| Sporting Khalsa (8)         | 2 - 2     | Darlaston Town (1874) (9)      |
| Stratford Town (7)          | 1 - 2     | Spalding Utd (8)               |
| Rugby Town (8)              | 0 - 2     | Barwell (7)                    |
| Worksop Town (7)            | 4 - 1     | Sheffield (8)                  |
| Ashby Ivanhoe (9)           | 0 - 2     | Bromsgrove Sporting (7)        |
| Sherwood Colliery (9)       | 1 - 2     | Worcester City (9)             |
| Stafford Rangers (7)        | 2 - 0     | Atherstone Town (9)            |
| Leamington (7)              | 2 - 0     | Coleshill Town (8)             |
| Alvechurch (7)              | 1 - 0     | Basford Utd (7)                |
| Mickleover (7)              | 3 - 0     | Ilkeston Town (7)              |
| Halesowen Town (7)          | 7 - 0     | Rugby Borough (9)              |
| AFC Telford United (7)      | 0 - 1     | Coalville Town (7)             |
| Nuneaton Borough (7)        | 1 - 2     | Carlton Town (8)               |
| Harborough Town (8)         | 3 - 1     | Stamford (7)                   |
| Long Eaton Utd (7)          | 1 - 3     | Stourbridge (7)                |
| Gainsborough Trinity (7)    | 1 - 1     | Matlock Town (7)               |
| Leek Town (8)               | 5 - 0     | Grimsby Borough (8)            |
| Kirkley & Pakefield (9)     | 1 - 2     | Witham Town (8)                |
| Barton Rovers (8)           | 2 - 1     | Milton Keynes Irish (9)        |
| Hornchurch (7)              | 5 - 0     | Fakenham Town (9)              |
| Heybridge Swifts (8)        | 1 - 3     | Gorleston (8)                  |
| Ware (8)                    | 3 - 2     | Dereham Town (9)               |
| Bedford Town (8)            | 0 - 0     | Walthamstow (8)                |
| Hitchin Town (7)            | 2 - 1     | Welwyn G. City (8)             |
| Hullbridge Sports (9)       | 0 - 1     | Kettering Town (7)             |
| Biggleswade Town (8)        | 5 - 1     | New Salamis (8)                |
| Woodford Town (9)           | 1 - 4     | Felixstowe & Walton United (8) |
| Leighton Town (8)           | 1 - 6     | Cambridge City (8)             |
| Concord Rangers (7)         | 1 - 1     | Wroxham (8)                    |
| Billericay Town (7)         | 7 - 0     | Stowmarket Town (8)            |
| Enfield Town (7)            | 3 - 0     | Potters Bar Town (7)           |
| Canvey Island (7)           | 5 - 1     | Lowestoft Town (8)             |
| Mildenhall Town (9)         | 0 - 5     | AFC Sudbury (7)                |
| Hashtag United (7)          | 1 - 0     | Brentwood Town (8)             |
| FC Romania (9)              | 0 - 3     | Needham Market (7)             |
| Royston Town (7)            | 1 - 0     | Cheshunt (7)                   |
| Leiston (7)                 | 2 - 1     | St Ives Town (7)               |
| Brightlingsea Regent (8)    | 2 - 0     | Sawbridgeworth Town (9)        |
| Dulwich Hamlet (7)          | 1 - 1     | Haringey Borough (7)           |
| Berkhamsted (7)             | 5 - 4     | Beckenham Town (8)             |
| Walton & Hersham (7)        | 1 - 3     | Chesham Utd (7)                |
| Whitstable Town (9)         | 2 - 3     | Wingate & Finchley (7)         |
| Eastbourne Utd (9)          | 2 - 1     | Epsom & Ewell (9)              |
| Redhill (9)                 | 1 - 0     | Herne Bay (8)                  |
| Chatham Town (7)            | 1 - 5     | Ramsgate (8)                   |
| Hendon (7)                  | 2 - 3     | Margate (7)                    |
| Burgess Hill Town (8)       | 2 - 0     | Bognor Regis Town (7)          |
| Hartley Wintney (8)         | 0 - 4     | Folkestone Invicta (7)         |
| Sheppey Utd (8)             | 3 - 1     | Kennington (9)                 |
| Lancing (8)                 | 1 - 1     | Carshalton Athletic (7)        |
| Hythe Town (8)              | 0 - 2     | Hanworth Villa (8)             |
| Cray Wanderers (7)          | 5 - 1     | Newhaven (9)                   |
| Leatherhead (8)             | 0 - 0     | Horsham (7)                    |
| Sevenoaks Town (8)          | 0 - 0     | Whitehawk (7)                  |
| Hayes & Yeading Utd (7)     | 2 - 1     | Chertsey Town (8)              |
| Marlow (8)                  | 2 - 0     | AFC Croydon Athletic (9)       |
| Binfield (8)                | 2 - 2     | Northwood (8)                  |
| Hadley (8)                  | 0 - 0     | Steyning Town (9)              |
| Southall (8)                | 2 - 2     | Beaconsfield Town (7)          |
| Faversham Town (9)          | 0 - 4     | Lewes (7)                      |
| Ascot Utd (8)               | 1 - 0     | Westfield (8)                  |
| Knaphill (9)                | 1 - 0     | Hanwell Town (7)               |
| Harrow Borough (7)          | 0 - 2     | Bracknell Town (7)             |
| AFC Stoneham (9)            | 5 - 4     | Basingstoke Town (7)           |
| Swindon Supermarine (7)     | 1 - 2     | Cribbs (8)                     |
| Okehampton Argyle (10)      | 1 - 3     | Highworth Town (9)             |
| Mousehole (8)               | 5 - 3     | Bashley (8)                    |
| AFC Totton (7)              | 5 - 1     | Sholing (7)                    |
| Winchester City (7)         | 3 - 2     | Evesham United (8)             |
| Poole Town (7)              | 3 - 0     | Barnstaple Town (9)            |
| Horndean (8)                | 3 - 0     | Bideford (8)                   |
| Hungerford Town (7)         | 4 - 0     | Petersfield Town (9)           |
| Frome Town (8)              | 3 - 1     | Clevedon Town (9)              |
| Reading City (9)            | 3 - 1     | Shaftesbury (9)                |
| Tiverton Town (7)           | 0 - 1     | Wimborne Town (8)              |
| Salisbury (7)               | 3 - 2     | Bridgwater United (9)          |
| Bishop's Cleeve (8)         | 2 - 3     | Bristol Manor Farm (8)         |
| Larkhall Athletic (8)       | 3 - 0     | Moneyfields (9)                |
| Merthyr Town (7)            | 5 - 1     | Yate Town (8)                  |
| Plymouth Parkway (7)        | 2 - 0     | Dorchester Town (7)            |
| 3 settembre 2023            |           |                                |
| Whickham (9)                | 1 - 4     | Macclesfield (7)               |
| Biggleswade (8)             | 8 - 0     | Maldon & Tiptree (8)           |
| Kingstonian (7)             | 4 - 1     | Lydd Town (9)                  |
| Uxbridge (8)                | 0 - 3     | Cray Valley PM (8)             |
| Erith & Belvedere (8)       | 0 - 0     | Hastings Utd (7)               |
| 6 settembre 2023            |           |                                |
| Flackwell Heath (9)         | 1 - 2     | Farnham Town (9)               |
| 13 settembre 2023           |           |                                |
| Didcot Town (7)             | 5 - 1     | Tadley Calleva (9)             |

#### Replay
| Squadra 1                 | Risultato       | Squadra 2                |
| ------------------------- | --------------- | ------------------------ |
| 5 settembre 2023          |                 |                          |
| West Auckland Town (9)    | 1 - 2           | Bishop Auckland (9)      |
| Runcorn Linnets (8)       | 3 - 2           | Charnock Richard (9)     |
| Marine (7)                | 3 - 0           | Guiseley (7)             |
| Emley (9)                 | 4 - 1           | Widnes (8)               |
| Shifnal Town (9)          | 1 - 2           | Nantwich Town (8)        |
| Matlock Town (7)          | 5 - 2           | Gainsborough Trinity (7) |
| Walthamstow (8)           | 0 - 5           | Bedford Town (8)         |
| Wroxham (8)               | 3 - 0           | Concord Rangers (7)      |
| Haringey Borough (7)      | 2 - 1           | Dulwich Hamlet (7)       |
| Carshalton Athletic (7)   | 4 - 1           | Lancing (8)              |
| Horsham (7)               | 2 - 1           | Leatherhead (8)          |
| Whitehawk (7)             | 2 - 1           | Sevenoaks Town (8)       |
| Northwood (8)             | 1 - 0           | Binfield (8)             |
| Steyning Town (9)         | 3 - 2           | Hadley (8)               |
| Beaconsfield Town (7)     | 2 - 3           | Southall (8)             |
| 6 settembre 2023          |                 |                          |
| Darlaston Town (1874) (9) | 2 - 2 (0-2 dtr) | Sporting Khalsa (8)      |
| Hastings Utd (7)          | 2 - 1           | Erith & Belvedere (8)    |

### Secondo turno di qualificazione
Il sorteggio del secondo turno di qualificazione si è svolto il 4 settembre 2023. A questo turno si sono qualificate 14 squadre di nona divisione, il campionato di livello più basso fin qui rappresentato, vale a dire Tadcaster Albion, Lincoln Utd, Worcester City, Steyning Town, Knaphill, Eastbourne Utd, Farnham Town, Reading City, Highworth Town, Emley, AFC Stoneham, Redhill, Bishop Auckland e Albion Sport.
| Squadra 1                   | Risultato | Squadra 2                   |
| --------------------------- | --------- | --------------------------- |
| 15 settembre 2023           |           |                             |
| Darlington (6)              | 3 - 1     | Workington (7)              |
| Ascot Utd (8)               | 1 - 2     | Lewes (7)                   |
| Merthyr Town (7)            | 1 - 1     | Taunton Town (6)            |
| 16 settembre 2023           |           |                             |
| Farsley Celtic (6)          | 1 - 1     | Scarborough Athl. (6)       |
| Blyth Spartans (6)          | 1 - 1     | Bradford (Park Avenue) (7)  |
| Hyde United (7)             | 2 - 1     | Albion Sports (9)           |
| FC United of Manchester (7) | 0 - 4     | Warrington Rylands 1906 (7) |
| Warrington Town (6)         | 2 - 3     | Curzon Ashton (6)           |
| Runcorn Linnets (8)         | 1 - 1     | Chorley (6)                 |
| Lancaster City (7)          | 4 - 1     | Marske United (7)           |
| Spennymoor Town (6)         | 2 - 2     | Marine (7)                  |
| Morpeth Town (7)            | 3 - 0     | Southport (6)               |
| Tadcaster Albion (9)        | 1 - 3     | Chester (6)                 |
| South Shields (6)           | 2 - 0     | Bishop Auckland (9)         |
| Ashton Utd (7)              | 2 - 2     | Atherton Collieries (7)     |
| Whitby Town (7)             | 2 - 1     | Prescot Cables (8)          |
| Mossley (8)                 | 1 - 1     | Emley (9)                   |
| Halesowen Town (7)          | 5 - 2     | Alvechurch (7)              |
| Stourbridge (7)             | 2 - 0     | Matlock Town (7)            |
| Coalville Town (7)          | 2 - 1     | Stafford Rangers (7)        |
| Lincoln Utd (9)             | 0 - 3     | Worksop Town (7)            |
| Peterborough Sports (6)     | 0 - 0     | Redditch Utd (7)            |
| Nantwich Town (8)           | 2 - 1     | Banbury Utd (6)             |
| Barwell (7)                 | 1 - 2     | Bromsgrove Sporting (7)     |
| Macclesfield (7)            | 2 - 0     | Buxton (6)                  |
| Rushall Olympic (6)         | 3 - 2     | Carlton Town (8)            |
| Mickleover (7)              | 3 - 1     | Spalding Utd (8)            |
| Tamworth (6)                | 2 - 1     | Harborough Town (8)         |
| Hereford (6)                | 2 - 0     | Anstey Nomads (8)           |
| Worcester City (9)          | 0 - 2     | Leek Town (8)               |
| Cleethorpes Town (8)        | 2 - 4     | Alfreton Town (6)           |
| Scunthorpe Utd (6)          | 0 - 0     | Brackley Town (6)           |
| Boston Utd (6)              | 4 - 0     | Leamington (7)              |
| Kettering Town (7)          | 1 - 0     | Sporting Khalsa (8)         |
| Brightlingsea Regent (8)    | 1 - 3     | Billericay Town (7)         |
| Royston Town (7)            | 1 - 3     | Hemel H. Town (6)           |
| King's Lynn Town (6)        | 0 - 0     | Aveley (6)                  |
| Barton Rovers (8)           | 1 - 1     | Wroxham (8)                 |
| Bishop's Stortford (6)      | 3 - 3     | Biggleswade Town (8)        |
| Leiston (7)                 | 1 - 2     | St Albans City (6)          |
| Enfield Town (7)            | 3 - 0     | Felixstowe & Walton (8)     |
| Ware (8)                    | 3 - 3     | Chelmsford City (6)         |
| Canvey Island (7)           | 1 - 1     | Braintree Town (6)          |
| Bedford Town (8)            | 2 - 3     | Gorleston (8)               |
| Hitchin Town (7)            | 3 - 0     | AFC Sudbury (7)             |
| Hashtag United (7)          | 0 - 1     | Needham Market (7)          |
| Witham Town (8)             | 1 - 5     | Hornchurch (7)              |
| Haringey Borough (7)        | 4 - 2     | Tonbridge Angels (6)        |
| Bracknell Town (7)          | 2 - 1     | Havant & Waterlooville (6)  |
| Margate (7)                 | 2 - 2     | Folkestone Invicta (7)      |
| Dartford (6)                | 2 - 3     | Welling Utd (6)             |
| Sheppey Utd (8)             | 3 - 0     | Burgess Hill Town (8)       |
| Eastbourne Borough (6)      | 0 - 1     | Worthing (6)                |
| Steyning Town (9)           | 1 - 4     | Maidstone Utd (6)           |
| Hayes & Yeading Utd (7)     | 0 - 0     | Slough Town (6)             |
| Knaphill (9)                | 0 - 1     | Hanworth Villa (8)          |
| Carshalton Athletic (7)     | 4 - 0     | Kingstonian (7)             |
| Eastbourne Utd (9)          | 1 - 3     | Berkhamsted (7)             |
| Whitehawk (7)               | 4 - 0     | Redhill (9)                 |
| Horsham (7)                 | 2 - 2     | Marlow (8)                  |
| Southall (8)                | 1 - 2     | Hampton & Richmond (6)      |
| Farnham Town (9)            | 1 - 2     | Chesham Utd (7)             |
| Dover Athletic (6)          | 3 - 2     | Hastings Utd (7)            |
| Northwood (8)               | 2 - 2     | Cray Valley PM (8)          |
| Plymouth Parkway (7)        | 2 - 2     | Frome Town (8)              |
| Larkhall Athletic (8)       | 2 - 3     | Bath City (6)               |
| Weston-super-Mare (6)       | 2 - 0     | Truro City (6)              |
| Chippenham Town (6)         | 1 - 4     | Hungerford Town (7)         |
| Gloucester City (6)         | 0 - 3     | AFC Totton (7)              |
| Reading City (9)            | 1 - 1     | Winchester City (7)         |
| Highworth Town (9)          | 1 - 3     | Weymouth (6)                |
| Wimborne Town (8)           | 0 - 3     | Torquay Utd (6)             |
| Gosport Borough (7)         | 3 - 0     | Cribbs (8)                  |
| Horndean (8)                | 0 - 3     | Poole Town (7)              |
| Mousehole (8)               | 0 - 5     | Salisbury (7)               |
| Didcot Town (7)             | 2 - 0     | Bristol Manor Farm (8)      |
| Yeovil Town (6)             | 7 - 1     | AFC Stoneham (9)            |
| 17 settembre 2023           |           |                             |
| Biggleswade (8)             | 1 - 2     | Cambridge City (8)          |
| Cray Wanderers (7)          | 2 - 2     | Ramsgate (8)                |
| Wingate & Finchley (7)      | 0 - 0     | Farnborough (6)             |

#### Replay
| Squadra 1                  | Risultato | Squadra 2               |
| -------------------------- | --------- | ----------------------- |
| 18 settembre 2023          |           |                         |
| Bradford (Park Avenue) (7) | 1 - 3     | Blyth Spartans (6)      |
| Redditch Utd (7)           | 1 - 3     | Peterborough Sports (6) |
| Aveley (6)                 | 0 - 4     | King's Lynn Town (6)    |
| Chelmsford City (6)        | 2 - 1     | Ware (8)                |
| 19 settembre 2023          |           |                         |
| Scarborough Athl. (6)      | 3 - 0     | Farsley Celtic (6)      |
| Chorley (6)                | 3 - 1     | Runcorn Linnets (8)     |
| Marine (7)                 | 2 - 1     | Spennymoor Town (6)     |
| Atherton Collieries (7)    | 1 - 3     | Ashton Utd (7)          |
| Emley (9)                  | 3 - 1     | Mossley (8)             |
| Brackley Town (6)          | 3 - 1     | Scunthorpe Utd (6)      |
| Wroxham (8)                | 3 - 4     | Barton Rovers (8)       |
| Biggleswade Town (8)       | 3 - 1     | Bishop's Stortford (6)  |
| Braintree Town (6)         | 3 - 1     | Canvey Island (7)       |
| Folkestone Invicta (7)     | 1 - 3     | Margate (7)             |
| Marlow (8)                 | 1 - 3     | Horsham (7)             |
| Cray Valley PM (8)         | 4 - 3     | Northwood (8)           |
| Farnborough (6)            | 6 - 0     | Wingate & Finchley (7)  |
| Frome Town (8)             | 2 - 1     | Plymouth Parkway (7)    |
| Taunton Town (6)           | 1 - 2     | Merthyr Town (7)        |
| Winchester City (7)        | 4 - 1     | Reading City (9)        |
| 20 settembre 2023          |           |                         |
| Ramsgate (8)               | 3 - 2     | Cray Wanderers (7)      |

### Terzo turno di qualificazione
Il sorteggio del secondo turno di qualificazione si è svolto il 18 settembre 2023. A questo turno si è qualificata 1 squadra di nona divisione, il campionato di livello più basso fin qui rappresentato, vale a dire l'Emley.
| Squadra 1               | Risultato | Squadra 2                   |
| ----------------------- | --------- | --------------------------- |
| 30 settembre 2023       |           |                             |
| Blyth Spartans (6)      | 1 - 1     | Worksop Town (7)            |
| Whitby Town (7)         | 1 - 0     | Morpeth Town (7)            |
| Darlington (6)          | 1 - 2     | Scarborough Athl. (6)       |
| Leek Town (8)           | 2 - 0     | South Shields (6)           |
| Lancaster City (7)      | 0 - 2     | Ashton Utd (7)              |
| Hyde United (7)         | 0 - 2     | Marine (7)                  |
| Chester (6)             | 2 - 1     | Nantwich Town (8)           |
| Curzon Ashton (6)       | 2 - 1     | Chorley (6)                 |
| Alfreton Town (6)       | 1 - 0     | Emley (9)                   |
| Macclesfield (7)        | 2 - 1     | Warrington Rylands 1906 (7) |
| Hereford (6)            | 3 - 0     | Cambridge City (8)          |
| Stourbridge (7)         | 2 - 0     | Mickleover (7)              |
| Hitchin Town (7)        | 0 - 1     | Kettering Town (7)          |
| Aveley (6)              | 2 - 2     | Hornchurch (7)              |
| Gorleston (8)           | 0 - 2     | Hemel H. Town (6)           |
| Halesowen Town (7)      | 1 - 2     | Enfield Town (7)            |
| Biggleswade Town (8)    | 3 - 1     | Barton Rovers (8)           |
| Coalville Town (7)      | 0 - 2     | Tamworth (6)                |
| Bromsgrove Sporting (7) | 2 - 2     | Chelmsford City (6)         |
| Rushall Olympic (6)     | 0 - 1     | Boston Utd (6)              |
| Peterborough Sports (6) | 0 - 0     | Needham Market (7)          |
| Braintree Town (6)      | 3 - 2     | Brackley Town (6)           |
| Billericay Town (7)     | 1 - 0     | St Albans City (6)          |
| AFC Totton (7)          | 1 - 0     | Berkhamsted (7)             |
| Bracknell Town (7)      | 3 - 1     | Poole Town (7)              |
| Farnborough (6)         | 0 - 1     | Weston-super-Mare (6)       |
| Dover Athletic (6)      | 2 - 1     | Haringey Borough (7)        |
| Merthyr Town (7)        | 1 - 4     | Sheppey Utd (8)             |
| Yeovil Town (6)         | 2 - 0     | Didcot Town (7)             |
| Salisbury (7)           | 0 - 0     | Slough Town (6)             |
| Gosport Borough (7)     | 2 - 2     | Welling Utd (6)             |
| Torquay Utd (6)         | 5 - 0     | Hungerford Town (7)         |
| Winchester City (7)     | 0 - 2     | Maidstone Utd (6)           |
| Carshalton Athletic (7) | 3 - 3     | Cray Valley PM (8)          |
| Horsham (7)             | 3 - 1     | Hanworth Villa (8)          |
| Lewes (7)               | 3 - 0     | Hampton & Richmond (6)      |
| Chesham Utd (7)         | 2 - 0     | Margate (7)                 |
| Ramsgate (8)            | 2 - 1     | Frome Town (8)              |
| Worthing (6)            | 2 - 1     | Whitehawk (7)               |
| Weymouth (6)            | 1 - 2     | Bath City (6)               |

#### Replay
| Squadra 1           | Risultato | Squadra 2               |
| ------------------- | --------- | ----------------------- |
| 2 ottobre 2023      |           |                         |
| Chelmsford City (6) | 3 - 0     | Bromsgrove Sporting (7) |
| 3 ottobre 2023      |           |                         |
| Worksop Town (7)    | 5 - 0     | Blyth Spartans (6)      |
| Hornchurch (7)      | 1 - 2     | Aveley (6)              |
| Needham Market (7)  | 3 - 0     | Peterborough Sports (6) |
| Slough Town (6)     | 3 - 0     | Salisbury (7)           |
| Cray Valley PM (8)  | 2 - 1     | Carshalton Athletic (7) |
| 4 ottobre 2023      |           |                         |
| Welling Utd (6)     | 4 - 2     | Gosport Borough (7)     |

### Quarto turno di qualificazione
Il sorteggio del secondo turno di qualificazione si è svolto il 2 ottobre 2023. A questo turno si sono qualificate 5 squadra di ottava divisione, il campionato di livello più basso fin qui rappresentato, vale a dire Biggleswade Town, Leek Town, Ramsgate, Cray Valley Paper Mills e Sheppey Utd.
| Squadra 1             | Risultato | Squadra 2             |
| --------------------- | --------- | --------------------- |
| 14 ottobre 2023       |           |                       |
| Scarborough Athl. (6) | 2 - 2     | Oxford City (5)       |
| Altrincham (5)        | 0 - 1     | Oldham Athletic (5)   |
| FC Halifax Town (5)   | 0 - 1     | Marine (7)            |
| Worksop Town (7)      | 3 - 2     | Boston Utd (6)        |
| AFC Fylde (5)         | 3 - 1     | Leek Town (8)         |
| Hereford (6)          | 1 - 0     | Rochdale (5)          |
| York City (5)         | 0 - 0     | Needham Market (7)    |
| Solihull Moors (5)    | 4 - 1     | Biggleswade Town (8)  |
| Chesterfield (5)      | 5 - 0     | Kettering Town (7)    |
| Alfreton Town (6)     | 3 - 1     | Macclesfield (7)      |
| Hartlepool Utd (5)    | 0 - 2     | Chester (6)           |
| Chelmsford City (6)   | 2 - 2     | Whitby Town (7)       |
| Curzon Ashton (6)     | 1 - 0     | Tamworth (6)          |
| Kidderminster (5)     | 2 - 0     | Ashton Utd (7)        |
| Stourbridge (7)       | 0 - 3     | Gateshead (5)         |
| Aldershot Town (5)    | 4 - 1     | Lewes (7)             |
| Torquay Utd (6)       | 0 - 2     | Maidstone Utd (6)     |
| AFC Totton (7)        | 0 - 1     | Ramsgate (8)          |
| Aveley (6)            | 2 - 2     | Barnet (5)            |
| Hemel H. Town (6)     | 0 - 0     | Woking (5)            |
| Horsham (7)           | 2 - 0     | Dorking Wanderers (5) |
| Eastleigh (5)         | 1 - 0     | Dover Athletic (6)    |
| Yeovil Town (6)       | 2 - 0     | Southend Utd (5)      |
| Bromley (5)           | 3 - 2     | Wealdstone (5)        |
| Weston-super-Mare (6) | 0 - 3     | Maidenhead United (5) |
| Braintree Town (6)    | 0 - 0     | Chesham Utd (7)       |
| Bracknell Town (7)    | 1 - 0     | Dag & Red (5)         |
| Worthing (6)          | 2 - 0     | Bath City (6)         |
| Boreham Wood (5)      | 1 - 0     | Welling Utd (6)       |
| Cray Valley PM (8)    | 5 - 2     | Enfield Town (7)      |
| Ebbsfleet Utd (5)     | 2 - 2     | Slough Town (6)       |
| Billericay Town (7)   | 1 - 1     | Sheppey Utd (8)       |

#### Replay
| Squadra 1          | Risultato       | Squadra 2             |
| ------------------ | --------------- | --------------------- |
| 17 ottobre 2023    |                 |                       |
| Oxford City (5)    | 2 - 3           | Scarborough Athl. (6) |
| Needham Market (7) | 0 - 1           | York City (5)         |
| Whitby Town (7)    | 3 - 1           | Chelmsford City (6)   |
| Barnet (5)         | 4 - 0           | Aveley (6)            |
| Woking (5)         | 2 - 0           | Hemel H. Town (6)     |
| Chesham Utd (7)    | 3 - 1 (dts)     | Braintree Town (6)    |
| Slough Town (6)    | 2 - 0           | Ebbsfleet Utd (5)     |
| Sheppey Utd (8)    | 1 - 1 (5-4 dtr) | Billericay Town (7)   |